# Culex fairchildi
Culex fairchildi är en tvåvingeart som beskrevs av Galindo och Blanton 1954. Culex fairchildi ingår i släktet Culex och familjen stickmyggor.
Artens utbredningsområde är Panama. Inga underarter finns listade i Catalogue of Life.